# أندريه بيكي
أندريه ستيفان بيكي أموغو (بالفرنسية: André Bikey)، من مواليد 8 يناير 1985 في دوالا في الكاميرون، لاعب كرة قدم كاميروني.
بدأ مسيرته الكروية مع نادي إسبانيول الإسباني في عام 2002، ولعب معهم حتى عام 2005، وفي عام 2005 انتقل إلى نادي شينيك ياروسلافي الروسي، ولعب معهم 11 مباراة وسجل هدف واحد، وفي عام 2005 انتقل إلى نادي لوكوموتيف موسكو الروسي، ولعب معهم حتى عام 2007، وشارك معهم في 14 مباراة، وفي موسم 2006/2007 أعير إلى نادي ريدينغ الإنجليزي، ولعب معهم 14 مباراة، ومنذ عام 2007 وهو يلعب مع نادي ريدينغ الإنجليزي.

## وصلات خارجية
- أندريه بيكي على موقع قاعدة بيانات كرة القدم.إي يو (الإنجليزية)
- أندريه بيكي على موقع ناشيونال فوتبول تيمز (الإنجليزية)
- أندريه بيكي على موقع Soccerbase.com (لاعب) (الإنجليزية)
- أندريه بيكي على موقع Soccerway.com (الإنجليزية)
- أندريه بيكي على موقع عالم كرة القدم.نت (الإنجليزية)
- أندريه بيكي على موقع أوليمبيديا (الإنجليزية)